# アマクラジの襲撃
アマクラジの襲撃（タンタバナワのしゅうげき、フランス語：Attentat d'Hamakouladji）は、マリ北部紛争中、ガオ圏ティレムシにてマリ軍に対して西アフリカのタウヒードと聖戦運動（MUJAO）が行った襲撃。

## 経過
襲撃はガオの北方約50キロメートルの位置にあるティレムシ・コミューンにあるアマクラジ村（Hamakouladji）で起きる。
13時30分、マリ軍兵士はイスラム過激派の攻撃を受ける。オートバイに乗った人物の身分証確認のため制止させていたところ、爆発物を載せた四輪駆動車がマリ軍の一群に乱入してきた。イスラム過激派が乗ったスクーターは始めに爆発し、四輪駆動車の乗員は兵士に対して発砲する。
マリ軍報道官によると、損害はマリ軍兵士2人が戦死し4人が負傷、イスラム過激派3人が死亡したと伝える。「二つの自爆は爆発物を載せた自動車とオートバイであった。」と報道官は述べる。
フランス通信社の軍筋からの報道によるとイスラム過激派の死者数は5人であるとしている。
ガオ駐屯部隊司令官カシム・ゴイタ大佐（Kassim Goita）によると、マリ軍兵士8人が負傷したとしている。
MUJAOによる犯行声明は出されていないものの、ガオ州内で最も活動的なイスラム過激派である。